# Lista do Patrimônio Mundial na Macedônia do Norte
A Organização das Nações Unidas para a Educação, a Ciência e a Cultura (UNESCO) propôs um plano de proteção aos bens culturais do mundo, através do Comité sobre a Proteção do Património Mundial Cultural e Natural, aprovado em 1972. Esta é uma lista do Patrimônio Mundial existente na Macedônia do Norte, especificamente classificada pela UNESCO e elaborada de acordo com dez principais critérios cujos pontos são julgados por especialistas na área. A Macedônia do Norte, país que reúne um significativo legado cultural e histórico de diversos povos que povoaram o continente europeu na Antiguidade até a Idade Média, sucedeu à convenção em 30 de abril de 1997, tornando seus locais históricos elegíveis para inclusão na lista. De 1991 até 2019, o Estado-parte adotou a denominação oficial de República Iugoslava da Macedônia devido à disputa nominal com a Grécia que se encerrou após o Acordo de Prespa.
O sítio Patrimônio Natural e Cultural da Região da Ocrida foi o primeiro local da Macedônia do Norte incluído na lista do Patrimônio Mundial da UNESCO por ocasião da 3ª Sessão do Comitè do Património Mundial, realizada em Luxor (Egito) em 1979. Desde a mais recente adesão à lista, a Macedônia do Norte totaliza 2 sítios classificados como Patrimônio da Humanidade, sendo 1 deles de classificação Natural e o outro de classificação Mista. O sítio Florestas primárias de faias dos Cárpatos e de outras regiões da Europa é uma propriedade transfronteiriça compartilhada entre 17 países do continente, do qual a Macedônia do Norte têm como representante o Vale do Rio Dlaboka.

## Bens culturais e naturais
A Macedônia do Norte conta atualmente com os seguintes lugares declarados como Patrimônio da Humanidade pela UNESCO:
| | Patrimônio Natural e Cultural da Região da Ocrida |
| Bem misto inscrito em 1979, estendido em 1980, modificado em 2009. |                                                   |
| Localização: Ocrida |                                                   |
| Construída às margens do Lago Ocrida, a cidade de mesmo nome é um dos mais antigos assentamentos humanos da Europa. Sua construção foi escalonada entre os séculos VII e XIX. Possui o mais antigo dos mosteiros eslavos – dedicados a São Pantaleão – e uma coleção de 800 ícones de estilo bizantino executados entre os séculos XI e XXI, que é considerado o mais importante do mundo depois do preservado na Galeria Tretiakov, em Moscou. (UNESCO/BPI) |                                                   |

| | Florestas primárias de faias dos Cárpatos e de outras regiões da Europa |
| Bem natural inscrito em 2021. |                                                                         |
| Este bem é compartilhado com: Albânia, Áustria, Bélgica, Bulgária, Croácia, Itália, Polónia, Roménia, Eslováquia, Eslovênia, Espanha e Ucrânia. |                                                                         |
| Localização: Mavrovo e Rostusa |                                                                         |
| Esta extensão transfronteiriça do Patrimônio Mundial de grãos cárpatos primários e antigas florestas de Beedland da Alemanha (Alemanha, Eslováquia e Ucrânia) abrange 12 países. Desde o fim da última Era Glacial, as beterrabas europeias se espalharam de alguns refúgios isolados nos Alpes, nos Cárpatos, no Mediterrâneo e nos Pirenéus por um curto período de alguns milhares de anos em um processo que ainda perdura. Essa expansão bem sucedida está relacionada à flexibilidade das árvores e tolerância a diferentes condições climáticas, geográficas e físicas. (UNESCO/BPI) |                                                                         |

## Lista Indicativa
Em adição aos sítios inscritos na Lista do Patrimônio Mundial, os Estados-membros podem manter uma lista de sítios que pretendam nomear para a Lista de Patrimônio Mundial, sendo somente aceitas as candidaturas de locais que já constarem desta lista. Desde 2021, a Macedônia do Norte possui 4 locais na sua Lista Indicativa.
| Sítio                   | Imagem | Localização     | Ano  | Dados UNESCO           | Descrição |
| ----------------------- | ------ | --------------- | ---- | ---------------------- | --- |
| Caverna Slatinski Izvor |        | Makedonski Brod | 2004 | Natural: vii, viii, ix | O maior sistema de cavernas já explorado na Macedônia do Norte, as cavernas estão situadas sobre o rio Slatina próximo ao vilareja de Slatina e foram criadas provavelmente durante a última Era glacial. Diversas formações cavernosas foram encontradas no sistema até hoje. |